# Jess-Mine Zodia
Jess-Mine Zodia (née le 22 décembre 2004) est une joueuse française de basket-ball évoluant au poste de pivot.

## Biographie
Sélectionnée en équipe de France des moins de 20 ans, elle remporte le championnat d’Europe 2024 et est distinguée parmi les dix joueuses ayant impressionné lors du tournoi.
À la suite des forfaits pour blessure de Marine Johannès, Iliana Rupert et Carla Leite, elle est appelée en novembre 2024, en compagnie de sa coéquipière tarbaise Camille Droguet, pour intégrer l’équipe de France lors de la fenêtre de qualification pour l’Euro 2025. Elle honore ainsi sa première sélection en équipe sénior le 7 novembre 2024 à Caen contre Israël, où elle inscrit 6 points en 9 minutes de jeu.

## Palmarès

### En club
- Eurocoupe : 2022
- Supercoupe : 2022

### En équipe nationale
- Médaillée de bronze au championnat d’Europe U18 en 2022
- Médaillée d’or au championnat d’Europe U20 en 2024